# Ali Houari
Ali Houari (en arabe : علي هواري) est un footballeur algérien né le 29 septembre 1979 à Relizane. Il évoluait au poste de défenseur central.

## Biographie
Il évoluait en première division algérienne avec les clubs du CA Bordj Bou Arreridj et du NA Hussein Dey.

## Palmarès
CA Bordj Bou Arreridj
- Coupe d'Algérie :
  - Finaliste : 2008-09.